# 제5열과 스페인 내전에 관한 네 편의 소설들
《제5열과 스페인 내전에 관한 네 편의 소설들》(The Fifth Column and Four Stories of the Spanish Civil War)은 1969년 발간된 어니스트 헤밍웨이의 단편집이다. 1938년 앞서 발간된 《제5열과 첫 번째 마흔아홉 개의 단편들》에 수록된 헤밍웨이의 유일한 희곡 작품인 《제5열》과 함께, 스페인 내전에 대해 다룬 미공개 작품 4편이 실려있다.

## 단편 수록작
- 〈비난〉(The Denunciation, 1938)
- 〈나비와 탱크〉(The Butterfly and the Tank, 1938)
- 〈전투 전날 밤〉(Night Before Battle, 1939)
- 〈산마루 아래서〉(Under The Ridge, 1939)

## 한국어판 출판 내역
네 단편 중 〈나비와 탱크〉가 유일하게 한국어로 번역되어 출판되었다.
- 〈나비와 탱크〉. 《더 저널리스트 : 어니스트 헤밍웨이》. 번역 김영진. 한빛비즈. 2017년 8월 15일. 155-176쪽. ISBN 9791157842018.